# Saropogon vestitus
Saropogon vestitus là một loài ruồi trong họ Asilidae. Saropogon vestitus được Wiedemann miêu tả năm 1828.